# Lothian Buses
Lothian Buses è la più grande società municipale di autobus del Regno Unito. È il più grande fornitore di autobus di linea nell'area di Lothian, in Scozia. La Transport for Edinburgh, una compagnia interamente di proprietà della città di Edimburgo detiene il 91% di Lothian, mentre il restante 9% è dei consigli di East Lothian, West Lothian e Midlothian.

## Tariffe
Lothian Buse ha operato un sistema tariffario ad abbonamento per adulti da marzo 2006; tariffe per bambini e biglietti giornalieri nonché biglietti singoli e a/r prepagati multipli mentre gli anziani viaggiano gratis.
Da aprile 2016 un adulto paga £1.60 e un bambino 80 centesimi. Un biglietto giornaliero £4.00 e un biglietto giornaliero per bambini £2.00 dal 19 aprile 2015.

## Servizi
- Airlink 100
- Park & Ride

## Servizi turistici
- Edinburgh Bus Tours
- Forth Tours